# Ваймарска конституция
Конституцията на германския райх (на немски: Die Verfassung des Deutschen Reichs), по-известна като Ваймарска конституция (Weimarer Verfassung), е конституцията, съгласно която се управлява Ваймарската република (1919 – 1933). Конституцията обявява Германия за демократична парламентарна република със законодателен орган, избран при пропорционално избирателна система. Установено е общо избирателно право с минимална възраст за гласуване 20 години. Конституцията технически остава в сила през цялата нацистка епоха от 1933 до 1945 г., макар че на практика е неприложена.
Заглавието на конституцията е същото като конституцията на Германската империя, която я предшества. Официалното име на германската държава е Deutsches Reich до приемането на Основния закон от 1949 г.

## Произход
След края на Първата световна война, Германското учредително събрание се събира в град Ваймар, Тюрингия, след федералните избори на 19 януари 1919 г., за да напише конституцията на Райха. Нацията ще бъде демократична федерална република, управлявана от президент и парламент.
Конституцията е изготвена от адвоката и либерален политик Хуго Пройс, който тогава е държавен секретар в Министерството на вътрешните работи, а по-късно става министър на вътрешните работи. Пройс критикува решението на Тройната Антанта да забрани включването Германска Австрия в Германската република след разпадането на Австро-Унгария и заявява, че това противоречи на Уилсъновия принцип за самоопределяне на народите.
Между делегатите възникват разногласия по въпроси като национално знаме, религиозно образование за младежта и правата на провинциите (Länder), съставляващи Райха. Несъгласията са разрешени до август 1919 г., но 65 делегати се въздържат от гласуване за приемането на Ваймарската конституция.
Първият президент, Фридрих Еберт, приема новата германска конституция в закон на 11 август 1919 г. Конституцията е кръстена на Ваймар, въпреки че е приета в Шварцбург, тъй като Ебер е на ваканция в Шварцбург, докато разработката на конституцията се случва във Ваймар.
Федералните избори са проведени в Германия на 6 юни 1920 г. в съответствие с конституцията на Ваймар.
Герхард Аншютц (1867 – 1948), известен учител по конституционно право в Германия, е виден коментатор на Ваймарската конституция.

## Разпоредби и организация
Веймарската конституция е разделена на две основни части (Hauptteile). Двете части са разделени съответно на седем и пет секции. Общо в Конституцията има над 180 члена.
Някои от по-забележителните разпоредби са описани по-долу, включително онези разпоредби, които се оказват значими при разпадането на Ваймарската република и възхода на Нацистка Германия.
Преамбюлът на конституцията гласи:
Das Deutsche Volk einig in seinen Stämmen und von dem Willen beseelt, sein Reich in Freiheit und Gerechtigkeit zu erneuen und zu festigen, dem inneren und dem äußeren Frieden zu dienen und den gesellschaftlichen Fortschritt zu fördern, hat sich diese Verfassung gegeben.
На български може да се преведе като:
Германският народ, обединен в неговите племена и вдъхновен с волята да обнови и укрепи своето кралство (Райх) в свобода и справедливост, да служи на вътрешния и външния мир и да насърчава социалния прогрес, прие тази конституция.

### Главна част I: Състав на Райха и неговата отговорност
Първата част (Erster Hauptteil) от конституцията уточнява организацията на различните компоненти на правителството на Райха.

#### Секция 1: Райхът и неговите държави
Секция 1 се състои от членове 1 до 19 и установява Германския райх като република, чиято власт произлиза от народа. („Силата на държавата произтича от хората.“). Райхът е определен като регион, обхванат от германски държави (Länder) и други региони могат да се присъединят към Райха въз основа на народното самоопределяне и законодателството на Райха.
Секция 1 също така установява, че общопризнатите принципи на маждународното право са задължителни за Германия и предоставят на правителството на Райха изключителна юрисдикция на:
- външни отношения, колониални дела, гражданство
- свобода на движението
- имиграция, емиграция и екстрадиция
- отбрана
- митници и търговия
- валута и монети
- пощенски, телеграфни и телефонни услуги

С изключение на субектите, за които правителството на Райха има изключителна юрисдикция, държавите могат да управляват съответните си територии, както сметнат за добре. Законът на Райха обаче замества или обезсилва държавното право в случай на конфликт. Разрешаването на конфликтите между провинцията и правителството на Райха е компетентност на Върховния съд.
Държавните органи са длъжни да наложат закона на Райха и трябва да имат конституция на принципите на свободните държави. Всеки държавен парламент (Landtag) трябва да бъде избран с равно и тайно гласуване според представителните избори. Всяко държавно правителство може да служи само докато има доверието на съответния държавен парламент.

#### Секция 2: Райхстагът и правителството на Райха
Членове 20 до 40 описват националния парламент – Райхстага, който се намира в столицата Берлин. Райхстагът е съставен от представители, избрани от германския народ с равно и тайно гласуване, възможно за всички германци на 20 и повече години. Принципите на пропорционалното представителство уреждат изборите в Райхстага.
Членовете на Райхстага представляват цялата нация и са обвързани само със собствената си съвест. Членовете служат четири години. Райхстагът може да бъде разпуснат от президента на Райха, а новите избори се провеждат не повече от 60 дни след датата на разпускане.
Членовете на Райхстага и на всеки държавен парламент (Landtag) притежават имунитет от арест или разследване за престъпления, освен с одобрението на законодателния орган, към който лицето принадлежи. Същото одобрение се изисква за всяко друго ограничение на личната свобода, което може да навреди на възможността на члена да изпълнява задълженията си (член 37).
Президентът служи мандат от седем години и може да бъде преизбран веднъж. Той може да бъде отстранен от длъжност чрез плебисцит при гласуването на две трети от Райхстага. Отхвърлянето на мярката от избирателите би действало като преизбиране на президента и би довело до разпускане на Райхстага. Ако една държава не изпълни задълженията си по конституцията или закона на Райха, президентът може да използва въоръжена сила, за да принуди държавата да го направи. Освен това чл. 48 дава на президента правомощието да предприема мерки – включително използването на въоръжена сила и/или суспендиране на гражданските права – за възстановяване на реда в случай на сериозна заплаха за обществената безопасност или сигурността на Райха. От президента се изисква да информира Райхстага за тези мерки и Райстагът може да анулира такъв президентски указ. (Адолф Хитлер използва този член, за да премахне законно гражданските свободи, предоставени в конситуцията, и да улесни установяването на диктатура).
Канцлерът на Райха определя политическите насоки на своето правителство и отговаря на Райхстага. Канцлерът и министрите са принудени да подадат оставка в случай, че Райхстагът гласува вот на недоверие. Правителството (кабинетът) на Райха формулира решенията с мнозинство; в случай на равенство, вотът на президента на Райха е решаващ. Райхстагът може да обвини президента, канцлера или всеки министър в умишлено нарушение на конституцията или закона на Райха, като посоченото дело ще бъде разгледано във Върховния съд.

#### Секция 3: Президентът на Райха и Националното министерство
Членове 41 до 59 описват задълженията на президента, включително критерии за службата. Освен това те обясняват допълнително отношенията му към Националното министерство и връзката му с канцлера.

#### Секция 4: Райхсратът
Секция 4 се състои от членове 60 до 67 и установяват Райхсратът (Държавен съвет). Райхсратът е средство, чрез което държавите могат да участват в изготвянето на законодателство на национално ниво. Членовете на Райхсрата са били членове или представителни на държавните парламенти и са били обвързани от инструкциите на съответните им правителства. От правителствените министри се изисква да информират Райхсрата за предложеното законодателство или административни разпоредби, за да може Райхсратът да изрази възражения.

#### Секция 5: Законодателство на Райха
Членове 68 до 77 уточняват как законодателството трябва да бъде прието в закон. Законите могат да бъдат предложени от член на Райхстага или от правителството на Райха и да бъдат приети с мнозинството гласове на Райхстага. Предложеното законодателство трябва да бъде представено на Райхсрата, а възраженията на последния орган трябва да бъдат представени на Райхстага.
Президентът на Райха има правомощието да постанови предложен закон да бъде представен на избирателите като плебисцит, преди да влезе в сила.
Райхсратът има право да възрази срещу закони, приети от Райхстага. Ако това възражение не може да бъде разрешено, президентът на Райха по своя преценка може да призове за плебисцит. Ако Райхстагът гласува да отмени възражението на Райхсрата с мнозинство от две трети, президентът на Райха е длъжен или да обяви закона в сила, или да поиска плебисцит.
Конституционните изменения са предложени като обикновено законодателство, но за да влезе в сила такова изменение, са необходими две трети или повече от членовете на Райхстага и поне две трети от присъстващите членове да гласуват в подкрепа на законодателството.
Правителството на Райха има правомощието да установява административни разпоредби, освен ако законът на Райха не посочи друго.

#### Секция 6: Администрация на Райха
Членове 78 до 101 описват методите, по които правителството на Райха администрира конституцията и законите, особено в областите, в които правителството на Райха има изключителна юрисдикция – външни отношения, колониални дела, отбрана, данъци и мита, търговско корабоплаване и водни пътища, железопътни пътища и др. така нататък.

#### Секция 7: Правосъдие
Членове 102 до 108 установяват правосъдната система на Веймарската република. Основната разпоредба установява съдебна независимост – съдиите са подчинени само на закона.
Този раздел създава Върховен съд, а също така създава административни съдилища за решаване на спорове между граждани и административни служби на държавата.

### Главна част II: Основни права и задължения на германците
Втората част (Zweiter Hauptteil) от Ваймарската конституция определя основните права (Grundrechte) и основните задължения (Grundpflichten) на германците.
Конституцията гарантира индивидуални права като свобода на словото и събрания на всеки гражданин. Те се основават на разпоредбите на по-ранната конституция от 1848 г.

#### Секция 1: Индивидът
Членове 109 до 118 определят индивидуалните права на германците, като основният принцип е, че всеки германец е равен пред закона. И двата пола имат еднакви права и задължения. Привилегиите въз основа на раждането или социалния статус са премахнати. Официалното признаване на титлите на благородството е прекратено, освен като част от името на човек, и по-нататъшното създаване на благородни титли е прекратено.
Гражданин на която и да е от германските провинции също е гражданин на Райха. Германците имат право на мобилност и пребиваване и право да придобиват собственост и да извършват търговия. Те имат право да имигрират или емигрират и правото на защита на Райха срещу чуждестранни власти.
„Националната идентичност“ на чуждоезиковите общности в Германия е защитена, включително правото на използване на родния им език в образованието, администрацията и съдебната система.
Други конкретни членове гласят, че:
- Правата на индивида са неприкосновени. Индивидуалните свободи могат да бъдат ограничени или лишени само въз основа на закон. Лицата имат право да бъдат уведомени в рамките на един ден от ареста или задържането си относно органа и причините за задържането им и да им бъде предоставена възможност да направят възражение. Това е еквивалентно на принципа на habeas corpus в общото право на Англия и на други места. (Член 114)
- Домът на германец е убежище и е неприкосновен. (Член 115)
- Поверителността на кореспонденцията, пощата, телеграфа и телефона са неприкосновени. (Член 117)
- Германците имат право на свободно изразяване на мнение с думи, писане, печат, изображение и т.н. Това право не може да бъде възпрепятствано с трудов договор, нито упражняването на това право може да създаде недостатък. Цензурата е забранена. (Член 118)

#### Секция 2: Обществен живот
Членове 119 до 134 ръководят взаимодействието на германците с общността и установяват, наред с други неща, че:
- Германците имат право да се събират мирно и невъоръжено без предварително разрешение. (Член 123)
- Германците имат право да създават клубове или дружества, на които е разрешено да придобиват легален статут. Този статус не може да бъде отказан поради политическите, социално-политическите или религиозните цели на организацията. (Член 124)
- Свободни и тайни избори са гарантирани. (Член 125)
- Всички граждани имат право на публична длъжност, без дискриминация, въз основа на техните способности. Отменена е половата дискриминация спрямо жените държавни служители (Член 128). Това позволява на първите жени, като Анита Аугспург, да практикуват право.
- Държавните служители обслужват цялата нация, а не конкретна партия. Те се наслаждават на свобода на политическо мнение. (Член 130)
- Гражданите могат да бъдат задължени да предоставят услуги на държавата и на общността, включително задължителната военна служба съгласно разпоредбите на закона на Райха.

#### Секция 3: Религия и религиозни общества
Религиозните права на германците са изброени в членове 135 – 141. Жителите на Райха получават свобода на вяра и съвест. Свободната практика на религия е гарантирана от конституцията и е защитена от държавата и не е създадена държавна църква.
Освен това упражняването на гражданските права и встъпването в длъжност са независими от религиозните убеждения. Публичното деклариране на религиозни убеждения не се изисква и никой не е принуждаван да се включи в религиозен акт или да положи клетва.
Пет членове от този раздел на конституцията (№ 136 – 139 и 141) са изрично включени в Основния закон на Федерална република Германия (приет през 1949 г.) и така остават конституционното право в Германия и днес.

#### Секция 4: Образование и училище
Членове 142 до 150 ръководят работата на образователните институции в Райха. Общественото образование се осигурява от държавните институции и се регулира от правителството, като сътрудничеството между Райха, провинцията и местната общност. Основното училище е задължително, като напредналото образование е достъпно до 18 години безплатно.
Конституцията предвижда и частни училища, които също са регламентирани от правителството. В частните училища, управлявани от религиозни общности, религиозното обучение може да се преподава в съответствие с принципите на религиозната общност.

#### Секция 5: Икономиката
Конституционните разпоредби относно икономическите въпроси са дадени в членове 151 – 165. Един от основните принципи е икономическият живот да съответства на принципите на справедливостта с цел постигане на достоен живот за всички и осигуряване на икономическата свобода на индивида.
Правото на собственост е гарантирано от член 153. Отчуждаването на собственост може да се извършва само въз основа на закон и за обществено благосъстояние, с подходящо обезщетение.
Райхът защитава труда, интелектуалното творение и правата на автори, изобретатели и художници. Правото да се създават съюзи и да се подобряват условията на труд е гарантирано на всеки индивид и на всички професии и е създадена защита на самостоятелно заетите лица. Работниците и служителите получават право да участват наравно с работодателите в регулирането на заплатите и условията на труд, както и в икономическото развитие.

### Преходни и заключителни клаузи
Последните 16 члена (членове 166 до 181) от Ваймарската конституция предвиждат правилен преход към новата конституция и в някои случаи, когато различните разпоредби на новата конституция влизат в сила. В случаите, когато законодателството все още не е прието (като законите, уреждащи новия Върховен съд), тези членове предвиждат как конституционната власт ще се упражнява временно от съществуващите институции. Този раздел също така предвижда, че новите органи, създадени с конституцията, заемат мястото на остарели органи (като Народното събрание), където тези органи са били посочени по име в старите закони или постановления.
Възложено е държавните служители и служителите на въоръжените сили да положат клетва по тази конституция.
Предишната конституция от 15 април 1871 г. е прекратена, но други закони и постановления на Райха, които не противоречат на новата конституция, остават в сила. Други официални постановления, основани на досега действащия закон, остават валидни, докато не бъдат заменени със закон или указ.
Националното събрание се разглежда като Райхстаг до избирането и свикването на първия Райхстаг, а президентът на Райха, избран от Народното събрание, трябва да служи до 30 юни 1925 г.

## Недостатъци
В книгата си „Възходът и падението на Третия райх“ историкът Уилям Л. Шайрър описва Веймарската конституция като „на хартия, най-либералният и демократичен подобен документ, който ХХ век, някога е виждал ... пълен с гениални и възхитителни устройства, което изглежда гарантираше функционирането на почти безупречна демокрация.“ И все пак Веймарската конституция има сериозни проблеми.
Разпределението на президентските правомощия е дълбоко проблематично. Ваймарската конституция позволява на президента да освободи канцлера, дори ако канцлерът запазва доверието на Райхстага. По същия начин, президентът може да назначи канцлер, който няма подкрепата на Райхстага. Освен това, правителствената структура представлява комбинация от президентска и парламентарна система, като президентът действа като „заместител на кайзера“ и поема част от правомощията, които монархът би притежавал. Член 48, така наречената Notverordnung (Спешен указ) разпоредба, дава на президента широки правомощия за спиране на гражданските свободи с недостатъчна система от проверки и баланси. Това дава възможност Адолф Хитлер бързо да се възползва, след като става канцлер (виж Пожар в Райхстага).
Посочено е и използването на пропорционална избирателна система без прагове за спечелване на представителството. Тази система, предназначена да избегне разпиляването на гласовете, позволява създаването на множество партии от разцепване, много от които представляват крайните краища на политическия спектър, което от своя страна затруднява всяка партия да създаде и поддържа работещо парламентарно мнозинство. Този фракционизъм е един от основните фактори за честите промени в правителството. Шайрър цитира присъствието на около 28 политически партии в националните избори през 1930 г.; Ото Фридрих цитира 40 различни групи в Райхстага през 1933 г. Няма праг за спечелване на представителство в Райхстага и следователно няма предпазни мерки срещу бързото издигане на екстремистка партия. Възможно е да се спечели място в камарата с едва 0,4% от гласовете. На изборите през 1924 г., например, Баварската селянска лига получава едва 0,7% от гласовете, но това е достатъчно за три места в Райхстага. Въпреки това възходът на нацистите (NSDAP) за формиране на най-голямата партия по време на изборите през 1932 г. може да се дължи само на настроенията на избирателите във Ваймарска Германия. Критиците на избирателните прагове оспорват аргумента, че присъствието на нацистите в райхстаговете от 20-те години значително подпомага техния възход към властта и че съществуването на прагове във Ваймарската конституция всъщност не би възпрепятствало амбициите на Хитлер. Наистина, след като нацистите преминават праговете, тяхното съществуване всъщност би помогнало на нацистите, като им позволи още по-бързо да маргинализират по-малките партии.

## Нарушаване на Ваймарската конституция
По-малко от месец след назначаването на Адолф Хитлер за канцлер през 1933 г. Указът за пожар на Райхстага призовава чл. 48 от Ваймарската конституция, суспендирайки няколко конституционни защити на гражданските права. Засегнатите членове са 114 (habeas corpus), 115 (неприкосновеност на пребиваването), 117 (неприкосновеност на поверителността), 118 (свобода на изразяване/цензура), 123 (събрание), 124 (асоциации) и 153 (отчуждаване).
Последвалият Закон за предоставяне на извънредни пълномощия (Ermächtigungsgesetz), приет от Райхстага на 23 март 1933 г. посочва, че освен традиционния метод за приемане на законодателството на Райхстага, правителството на Райха също може да приеме законодателство. Освен това той посочва, че правомощията на Райхстага, Райхсрата и президента не са засегнати. Нормалните законодателни процедури, посочени в членове от 68 до 77 от конституцията, не се прилагат към законодателството, обнародвано от правителството на Райха.
Този закон е на практика изменение на конституцията поради преходните промени в нормалния законодателен процес. Актът отговаря на конституционните изисквания (две трети от членовете на Райхстага присъстват и две трети от присъстващите членове гласуват в подкрепа на мярката). Актът не изменя изрично Ваймарската конституция, но изрично се споменава факта, че е спазена процедурата, достатъчна за конституционна реформа. Конституцията от 1919 г. никога не е била отменяна официално.